# Canton de Castillon-la-Bataille
Le canton de Castillon-la-Bataille est une ancienne division administrative française située dans le département de la Gironde, en région Aquitaine.
À l'issue du redécoupage cantonal de 2014, la commune de Castillon-la-Bataille est le bureau centralisateur du nouveau canton des Coteaux de Dordogne.

## Géographie
Ce canton était organisé autour de Castillon-la-Bataille, dans l'arrondissement de Libourne. Son altitude varie de 1 m (Saint-Magne-de-Castillon) à 117 m (Saint-Philippe-d'Aiguille) pour une altitude moyenne de 48 m.

## Composition
Le canton de Castillon-la-Bataille regroupait quatorze communes et comptait 10 463 habitants (population municipale) au 1er janvier 2012.
| Nom                               | Code Insee | Intercommunalité              | Superficie (km2) | Population (dernière pop. légale) | Densité (hab./km2) |
| --------------------------------- | ---------- | ----------------------------- | ---------------- | --------------------------------- | ------------------ |
| Castillon-la-Bataille (chef-lieu) | 33108      | CC Castillon-Pujols           | 5,68             | 2 979 (2014)                      | 524                |
| Belvès-de-Castillon               | 33045      | CC du Grand Saint-Émilionnais | 6,61             | 340 (2014)                        | 51                 |
| Gardegan-et-Tourtirac             | 33181      | CC du Grand Saint-Émilionnais | 9,58             | 295 (2014)                        | 31                 |
| Saint-Étienne-de-Lisse            | 33396      | CC du Grand Saint-Émilionnais | 7,09             | 242 (2014)                        | 34                 |
| Saint-Genès-de-Castillon          | 33406      | CC du Grand Saint-Émilionnais | 6,80             | 399 (2014)                        | 59                 |
| Saint-Hippolyte                   | 33420      | CC du Grand Saint-Émilionnais | 4,45             | 145 (2014)                        | 33                 |
| Saint-Laurent-des-Combes          | 33426      | CC du Grand Saint-Émilionnais | 3,86             | 251 (2014)                        | 65                 |
| Saint-Magne-de-Castillon          | 33437      | CC Castillon-Pujols           | 13,87            | 2 017 (2014)                      | 145                |
| Saint-Pey-d'Armens                | 33459      | CC du Grand Saint-Émilionnais | 4,20             | 214 (2014)                        | 51                 |
| Saint-Philippe-d'Aiguille         | 33461      | CC du Grand Saint-Émilionnais | 5,87             | 378 (2014)                        | 64                 |
| Sainte-Colombe                    | 33390      | CC Castillon-Pujols           | 4,06             | 440 (2014)                        | 108                |
| Sainte-Terre                      | 33485      | CC du Grand Saint-Émilionnais | 13,93            | 1 911 (2014)                      | 137                |
| Les Salles-de-Castillon           | 33499      | CC Castillon-Pujols           | 10,81            | 386 (2014)                        | 36                 |
| Vignonet                          | 33546      | CC du Grand Saint-Émilionnais | 4,15             | 521 (2014)                        | 126                |

## Démographie
| 1962  | 1968  | 1975  | 1982   | 1990   | 1999   | 2006   | 2011   | 2012   |
| ----- | ----- | ----- | ------ | ------ | ------ | ------ | ------ | ------ |
| 9 826 | 9 949 | 9 929 | 10 010 | 10 177 | 10 379 | 10 382 | 10 464 | 10 463 |

## Historique
De 1833 à 1848, les cantons de Branne et de Castillon-sur-Dordogne (Castillon-la-Bataille) avaient le même conseiller général. Le nombre de conseillers généraux par département ne pouvait pas dépasser 30.
Castillon-sur-Dordogne est devenue Castillon-la-Bataille le 27 novembre 1953.

## Administration

### Conseillers généraux de 1833 à 2015
| Période                                  | Période                   | Identité                                          | Étiquette            | Qualité |
| ---------------------------------------- | ------------------------- | ------------------------------------------------- | -------------------- | --- |
| Les données manquantes sont à compléter. |                           |                                                   |                      | |
| 1833                                     | 1837 (décès)              | Baron puis Vicomte Jacques Joseph Marie de Puthod |                      | Général de brigade, Lieutenant-général des armées Propriétaire aux Salles-de-Castillon                                                                   |
| 1837                                     | 1848                      | André Feuilhade-Chauvin                           | Droite               | Procureur général près le Cour royale de Lyon puis de Bordeaux Propriétaire du château des Tours à Montagne Député (1842-1849)                           |
| 1848                                     | 1870                      | Louis Aymen                                       | Droite               | Propriétaire, Maire de Castillon-sur-Dordogne |
| 1870                                     | 1874                      | Guillaume dit Henry Musset                        | Républicain libéral  | Docteur en médecine, chef de clinique thermale aux eaux de Plombières-les-Bains Propriétaire à Sainte-Terre                                              |
| 1874                                     | 1886 (démission)          | Louis Aymen                                       | Droite bonapartiste  | Propriétaire, Maire de Castillon-sur-Dordogne |
| 1886                                     | 1892                      | Edouard Troplong                                  | Républicain (Droite) | Propriétaire du Château Mondot à Saint-Émilion |
| 1892                                     | 1893 (décès)              | Guillaume dit Henry Musset                        | Républicain          | Docteur en médecine, chef de clinique thermale aux eaux de Plombières-les-Bains Propriétaire à Sainte-Terre                                              |
| 1893                                     | 1905                      | Léon Gagnard                                      | Républicain          | Propriétaire à Castillon-sur-Dordogne |
| 1905                                     | 1910                      | Jean Gagnard                                      | Républicain          | Propriétaire à Castillon-sur-Dordogne |
| 1910                                     | 1919                      | Louis Petit                                       | Républicain          | Propriétaire à Castillon-sur-Dordogne |
| 1919                                     | 1922                      | Oscar Reynaud                                     | Républicain          | Propriétaire à Sainte-Terre, conseiller d'arrondissement                                                                                                 |
| 1922                                     | 1927 (démission)          | Léonce Viarnaud                                   | RG                   | Médecin, propriétaire à Sainte-Terre |
| 1927                                     | 1932                      | Dominique Arnaud                                  | Rad.                 | Maire de Castillon-sur-Dordogne, conseiller d'arrondissement                                                                                             |
| 1932                                     | 1942 (démission d'office) | Adrien Gergouil                                   | Rad.                 | Entrepreneur de maçonnerie, maire de Castillon-sur-Dordogne (1932-1941), conseiller d'arrondissement Révoqué par le Gouvernement de Vichy                |
|                                          |                           |                                                   |                      | |
| 1945                                     | 1970                      | Robert Guichard                                   | SFIO                 | Maire de Castillon-la-Bataille |
| 1970                                     | 1990 (décès)              | Jacques Boyer-Andrivet                            | RI puis UDF-PR       | Viticulteur Maire de Saint-Pey-de-Castets (1949-1971), député (1966-1968), maire de Castillon-la-Bataille (1971-1977), sénateur (1971-1980 et 1987-1989) |
| 1990                                     | 1994                      | Daniel Thibeau                                    | RPR                  | Viticulteur, maire de Sainte-Colombe (1983-) |
| 1994                                     | 2015                      | Guy Marty                                         | PS                   | Enseignant Maire de Sainte-Terre (1989-2021) |

### Conseillers d'arrondissement (de 1833 à 1940)
| Période                                  | Période | Identité             | Étiquette    | Qualité |
| ---------------------------------------- | ------- | -------------------- | ------------ | --- |
| 1833                                     | 1848    | Jean Benoit Doumeing |              | Juge de paix à Castillon                                                                                    |
|                                          |         |                      |              | |
| 1877                                     | 1883    | M. Lagrappe          | Bonapartiste | Adjoint au maire de Saint-Magne                                                                             |
| 1883                                     | 1895    | M. Martineau         | Royaliste    | |
| 1895                                     | 1913    | Léonard Mazeau       | Républicain  | Maire de Saint-Philippe-d'Aiguille                                                                          |
| 1913                                     | 1919    | Oscar Reynaud        | Républicain  | Propriétaire à Sainte-Terre                                                                                 |
| 1919                                     | 1925    | M. Cassaing          |              | |
| 1925                                     | 1927    | Dominique Arnaud     | Rad.         | Maire de Castillon-sur-Dordogne                                                                             |
| 1927                                     | 1932    | Adrien Gergouil      | Rad.         | Entrepreneur de maçonnerie à Castillon-sur-Dordogne                                                         |
| 1932                                     | 1940    | Louis Gondry         | Rad.         | Retraité à Saint-Magne-de-Castillon                                                                         |
| 1940                                     |         |                      |              | Les conseils d'arrondissement ont été suspendus par la loi du 12 octobre 1940 et n'ont jamais été réactivés |
| Les données manquantes sont à compléter. |         |                      |              | |